# 1618
| 1618               |
| ------------------ |
| Dødsfald - Fødsler |
| • Begivenheder     |

| Gregoriansk kalender | 1618 MDCXVIII           |
| Ab urbe condita      | 2371                    |
| Armensk kalender     | 1067 ԹՎ ՌԿԷ             |
| Kinesiske kalender   | 4314 – 4315 丁巳 – 戊午 |
| Etiopisk kalender    | 1610 – 1611             |
| Jødisk kalender      | 5378 – 5379             |
| Hindukalendere       |                         |
| - Vikram Samvat      | 1673 – 1674             |
| - Shaka Samvat       | 1540 – 1541             |
| - Kali Yuga          | 4719 – 4720             |
| Iransk kalender      | 996 – 997               |
| Islamisk kalender    | 1027 – 1028             |

Konge i Danmark: Christian 4. 1588-1648.
Se også 1618 (tal)

## Begivenheder

### Udateret
- Ove Gjedde stod i spidsen for Christian 4.s ekspedition til Indien for at grundlægge en koloni. I 1620 grundlagde han Trankebar.
- Protestanterne i Prag smider to kejserlige statholdere ud ad vinduet på Hradcany-borgen. Det bliver indledningen til Trediveårskrigen, der varer til 1648.
- Østpreussen sluttes sammen med Brandenburg

### Marts
- 8. marts - Johannes Kepler formulerer sin tredje lov om planeternes bevægelse

### Maj
- 15. maj - Johannes Kepler bekræfter sin opdagelse af sin tredje lov om planeters bevægelse
- 23. maj - den østrigske kejser Matthias' statholdere Vilhelm Slavata og Jaroslav Martinitz bliver smidt ud ad vinduet fra borgen Hradcyn i Prag, hvilket giver stødet til det bøhmiske oprør - og efterfølgende Trediveårskrigen

### Oktober
- 29. oktober – Sir Walter Raleigh, forfatter, statsmand og opdagelsesrejsende, henrettes ved halshugning i London for (påstået) forræderi mod kong Jakob 1. af England.